# Angelika Perechon
Angelika Rosalie Peréchon, verheiratete Angelika Swoboda, (1816 in Wien-Oberdöbling – 14. September 1846 in Frankfurt am Main) war eine österreichisch-deutsche Opernsängerin (Sopran).

## Leben
Perechon war, wie ihr Mann Josef Swoboda, eine Zeit lang am Hofoperntheater engagiert, starb jedoch schon 1846. Ihr Sohn Albin Swoboda war ebenfalls Sänger, ebenso wie ihr Enkel Albin Swoboda.